# Capilla de San Pedro de Arriba (Güímar)
La capilla de San Pedro de Arriba se encuentra en el término municipal de Güímar, isla de Tenerife (Canarias, España).
Es bien de interés cultural, con categoría de monumento, desde 2006.

## Descripción
Es una sencilla construcción de planta de tendencia cuadrada, de unos 45 m² de superficie, con muros de mampostería y cubierta a cuatro aguas de teja árabe. Su elemento más representativo es la gran portada de medio punto en cantería. Como prolongación de la fachada aparece un alpende de madera sostenido por finos pilares de idéntico material y cubierto de chapa metálica ondulada. En el interior, las pinturas murales, realizadas a finales del siglo XIX por el pintor madrileño Ubaldo Bordanova Moreno representan las Virtudes Teologales, los símbolos de La Pasión y las armas del titular de la capilla.
En el interior, el patrimonio mueble está formado por:
- Cuadro de la Cátedra de San Pedro, anónimo del siglo XVIII, que durante largo tiempo presidió la capilla. Perteneció al viejo retablo de la misma, pero su deterioro obligó a retirarlo. El cuadro fue restaurado por Elisa Campos Domínguez en 1995.
- Talla de San Pedro, conocido como el Chiquito realizada en 1956 por el imaginero orotavense Ezequiel de León.
- Talla del Señor Atado a la Columna llegó, realizada en 1960 por taller del artista valenciano Miguel Espuig, que sigue al modelo sevillano de Pedro Roldán que se halla en la iglesia de San Juan de La Orotava.
- Talla de la Virgen de las Aguas, imagen de vestir ejecutada por el escultor cordobés Francisco Romero Zafra en 2006.

El entorno de protección acoge una casa terrera y un par de inmuebles de dos plantas, entre los que destaca el situado frente a la plaza, con ordenación simétrica de vanos en la fachada, ventanas mixtas de cojinetes y cristaleras y cubierta de tejas a cuatro aguas. Frente a la capilla, la plaza constituye el escenario de diversos actos durante las fiestas patronales.
El 27 de junio de los años pares, las imágenes de San Pedro y San Pablo van en procesión desde la Parroquia Matriz de San Pedro hasta la Capilla, engalanada con un arco de frutas y decoraciones de papel realizadas por los vecinos, acompañadas de la Danza de Cintas de San Pedro Arriba. Las imágenes pasan la noche en la Capilla, de donde regresan el 28 de junio hasta la Iglesia Matriz para celebrar el día principal, 29 de junio.